# Цикл женских турниров ITF 2015 (апрель — июнь)
Цикл женских турниров ITF 2015 (англ. 2015 ITF Women's Circuit) — ежегодный женский тур профессиональных теннисистов, проводимый Международной федерацией тенниса.
Статья содержит результаты второй четверти года — с апреля по июнь.

## Расписание

### Легенда
| Призовой фонд |
| 100.000 USD   |
| 75.000 USD    |
| 50.000 USD    |
| 25.000 USD    |
| 15.000 USD    |
| 10.000 USD    |

## Неделя 14
| Дата начала | Турнир                                                                                 | Чемпионки (Счёт финала)                              | Финалистки                             |
| ----------- | -------------------------------------------------------------------------------------- | ---------------------------------------------------- | -------------------------------------- |
| 6 апреля    | Анталья, Турция $10,000 — Хард Турнир 2015                                             | Лу Цзяцзин 6-2 6-0                                   | Анна Калинская                         |
| 6 апреля    | Анталья, Турция $10,000 — Хард Турнир 2015                                             | Алёна Фомина Шанталь Шкамлова 6-2 6-1                | Ксения Гайдаржи Сара Томич             |
| 6 апреля    | Ираклион, Греция $10,000 — Хард Турнир 2015                                            | Виктория Кужмова 6-3 6-4                             | Валентини Грамматикопулу               |
| 6 апреля    | Ираклион, Греция $10,000 — Хард Турнир 2015                                            | Валентини Грамматикопулу Анастасия Комардина 6-2 6-2 | Тамара Чурович Деспина Папамихаил      |
| 6 апреля    | Каир, Египет $10,000 — Грунт Турнир 2015                                               | Наоми Тотка 6-2 6-4                                  | Анна Моргина                           |
| 6 апреля    | Каир, Египет $10,000 — Грунт Турнир 2015                                               | Арабела Фернандес Рабенер Кристина Шаховец 6-4 6-2   | Алина Михеева Наоми Тотка              |
| 6 апреля    | Порт Эль-Кантауи, Тунис $10,000 — Хард Турнир 2015                                     | Михаэла Бузарнеску 6-1 6-0                           | Наталья Сипек                          |
| 6 апреля    | Порт Эль-Кантауи, Тунис $10,000 — Хард Турнир 2015                                     | Михаэла Бузарнеску Алёна Кирпот 6-4 6-2              | Дженни Клаффи Катинка фон Дайхманн     |
| 6 апреля    | Пула, Италия $10,000 — Грунт Турнир 2015                                               | Ирина Мария Бара 6-1 7-5                             | Стефания Рубини                        |
| 6 апреля    | Пула, Италия $10,000 — Грунт Турнир 2015                                               | Ирина Мария Бара Оана Джорджета Симон 7-5 6-4        | Марго Йеролимо Кимберли Циммерманн     |
| 6 апреля    | Дижон, Франция $15,000 — Хард(i) Турнир 2015                                           | Яна Фетт 6-3 6-4                                     | Марианна Закарлюк                      |
| 6 апреля    | Дижон, Франция $15,000 — Хард(i) Турнир 2015                                           | Ольга Дорошина Лидия Морозова 4-6 6-2 [10-2]         | Никола Гойер Лаура Шедер               |
| 6 апреля    | Леон-де-лос-Альдама, Мексика $15,000 — Хард Турнир 2015                                | Даниэлла Лао 3-6 6-3 7-5                             | Александрина Найденова                 |
| 6 апреля    | Леон-де-лос-Альдама, Мексика $15,000 — Хард Турнир 2015                                | Мария-Фернанда Алвес Даниэлла Лао 5-7 7-6(5) [10-4]  | Ким-Алице Грайдек Маё Хиби             |
| 6 апреля    | Сантьяго, Чили $15,000 — Грунт Турнир 2015                                             | Фернанда Брито 6-1 6-0                               | Надя Подорошка                         |
| 6 апреля    | Сантьяго, Чили $15,000 — Грунт Турнир 2015                                             | Гваделупа Перес Рохас Надя Подорошка 6-4 6-4         | Фернанда Брито Эдуарда Пиай            |
| 6 апреля    | Ахмадабад, Индия $25,000 — Хард Турнир 2015                                            | Анастасия Севастова 6-4 7-6(5)                       | Анкита Райна                           |
| 6 апреля    | Ахмадабад, Индия $25,000 — Хард Турнир 2015                                            | Пеангтарн Плипыч Нунгнадда Ваннасук 6-3 2-6 [12-10]  | Нао Хибино Прартхана Тхомбаре          |
| 6 апреля    | AEGON GB Pro-Series Barnstaple Барнстапл, Великобритания $25,000 — Хард(i) Турнир 2015 | Кристина Плишкова 6-3 6-2                            | Нина Цандер                            |
| 6 апреля    | AEGON GB Pro-Series Barnstaple Барнстапл, Великобритания $25,000 — Хард(i) Турнир 2015 | Стефани Форетц Ана Врлич 6-2 5-7 [10-7]              | Наоми Броуди Екатерина Бычкова         |
| 6 апреля    | Джексон, США $25,000 — Грунт Турнир 2015                                               | Ангелина Калинина 6-3 6-4                            | Йоханна Конта                          |
| 6 апреля    | Джексон, США $25,000 — Грунт Турнир 2015                                               | Алекса Гуарачи Кейтлин Хуриски 6-7(4) 6-3 [11-9]     | Катерина Крамперова Джессика Мур       |
| 6 апреля    | Карши, Узбекистан $25,000 — Хард Турнир 2015                                           | Сабина Шарипова 6-2 6-3                              | Ксения Лыкина                          |
| 6 апреля    | Карши, Узбекистан $25,000 — Хард Турнир 2015                                           | Валентина Ивахненко Полина Монова 6-1 6-3            | Камила Керимбаева Ксения Лыкина        |
| 6 апреля    | Кьяссо, Швейцария $25,000 — Грунт Турнир 2015                                          | Река-Луца Яни 3-6 6-3 7-6(6)                         | Александра Каданцу                     |
| 6 апреля    | Кьяссо, Швейцария $25,000 — Грунт Турнир 2015                                          | Диана Бузян Река-Луца Яни 6-2 7-5                    | Джулия Гатто-Монтиконе Аличе Маттеуччи |
| 6 апреля    | Медельин, Колумбия $50,000+H — Грунт Турнир 2015                                       | Тельяна Перейра 7-6(6) 6-1                           | Вероника Сепеде Роиг                   |
| 6 апреля    | Медельин, Колумбия $50,000+H — Грунт Турнир 2015                                       | Лурдес Домингес Лино Мэнди Минелла 7-5 4-6 [10-5]    | Мариана Дуке-Мариньо Юлия Глушко       |

## Неделя 15
| Дата начала | Турнир                                               | Чемпионки (Счёт финала)                        | Финалистки                             |
| ----------- | ---------------------------------------------------- | ---------------------------------------------- | -------------------------------------- |
| 13 апреля   | Анталья, Турция $10,000 — Хард Турнир 2015           | Сильвия Нирич 6-1 2-6 7-5                      | Лу Цзяцзин                             |
| 13 апреля   | Анталья, Турция $10,000 — Хард Турнир 2015           | Вероника Корнинг Аймет Ускатеги 2-6 7-5 [10-4] | Вивьен Юхасова Шанталь Шкамлова        |
| 13 апреля   | Ираклион, Греция $10,000 — Хард Турнир 2015          | Ралука Шербан 6-2 6-3                          | Кристина Санчес-Кинтанар               |
| 13 апреля   | Ираклион, Греция $10,000 — Хард Турнир 2015          | Шармада Балу Ли Бэйцзи 4-6 6-3 [10-2]          | Тамара Чурович Арина Соболенко         |
| 13 апреля   | Каир, Египет $10,000 — Грунт Турнир 2015             | Тереза Мигаликова 7-5 6-3                      | Деа Хердзелас                          |
| 13 апреля   | Каир, Египет $10,000 — Грунт Турнир 2015             | Марин Парто Наоми Тотка 6-2 7-5                | Барбара Котелешова Тереза Мигаликова   |
| 13 апреля   | Понта-Делгада, Португалия $10,000 — Хард Турнир 2015 | Жюли Куэн 6-0 6-1                              | Хеорхина Гарсия-Перес                  |
| 13 апреля   | Понта-Делгада, Португалия $10,000 — Хард Турнир 2015 | Мария Пальоту Шарлотта Рёмер 3-6 6-3 [10-6]    | Амандин Казо Катарина Херинг           |
| 13 апреля   | Порт Эль-Кантауи, Тунис $10,000 — Хард Турнир 2015   | Катинка фон Дайхманн 6-3 6-4                   | Садафмо Толибова                       |
| 13 апреля   | Порт Эль-Кантауи, Тунис $10,000 — Хард Турнир 2015   | Алис Баки Эстель Касино 6-3 4-6 [10-5]         | Одри Алби Карла Тули                   |
| 13 апреля   | Пула, Италия $10,000 — Грунт Турнир 2015             | Настасья Барнетт 6-2 6-2                       | Аличе Балдуччи                         |
| 13 апреля   | Пула, Италия $10,000 — Грунт Турнир 2015             | Аличе Маттеуччи Мартина Тревизан 6-2 6-3       | Джорджа Маркетти Анна-Джулия Ремондина |
| 13 апреля   | Пелем, США $25,000 — Грунт Турнир 2015               | Ангелина Калинина 6-3 7-5                      | Лаура Зигемунд                         |

## Неделя 16
| Дата начала | Турнир                                                      | Чемпионки (Счёт финала)                            | Финалистки                                  |
| ----------- | ----------------------------------------------------------- | -------------------------------------------------- | ------------------------------------------- |
| 20 апреля   | Бол, Хорватия $10,000 — Грунт Турнир 2015                   | Габриэла Пантучкова 1-6 6-3 6-4                    | Ива Мековец                                 |
| 20 апреля   | Бол, Хорватия $10,000 — Грунт Турнир 2015                   | Пиа Чук Тамара Зиданшек 6-1 6-1                    | Наталья Шипек Ева Загорац                   |
| 20 апреля   | Ираклион, Греция $10,000 — Хард Турнир 2015                 | Ралука Шербан 4-6 6-4 6-1                          | Анна Бондарь                                |
| 20 апреля   | Ираклион, Греция $10,000 — Хард Турнир 2015                 | Анна Бондарь Лиза-Мария Мозер 6-3 7-5              | Фатма Аль-Набхани Шармада Балу              |
| 20 апреля   | Понта-Делгада, Португалия $10,000 — Хард Турнир 2015        | Хеорхина Гарсия-Перес 6-2 6-1                      | Келли Верстег                               |
| 20 апреля   | Понта-Делгада, Португалия $10,000 — Хард Турнир 2015        | Мария Пальоту Шарлотта Рёмер 7-5 3-6 [10-0]        | Хеорхина Гарсия-Перес Ольга Паррес-Аскойтия |
| 20 апреля   | Порт Эль-Кантауи, Тунис $10,000 — Хард Турнир 2015          | Валерия Проспери 2-6 6-0 6-2                       | Яннеке Виккеринк                            |
| 20 апреля   | Порт Эль-Кантауи, Тунис $10,000 — Хард Турнир 2015          | Дженни Клаффи Катинка фон Дайхманн 6-4 6-2         | Ити Махета Грета Мокроусова                 |
| 20 апреля   | Шымкент, Казахстан $10,000 — Грунт Турнир 2015              | Ксения Палкина 6-4 6-4                             | Ксения Шарифова                             |
| 20 апреля   | Шымкент, Казахстан $10,000 — Грунт Турнир 2015              | Ирина Лидковская Александра Поспелова 7-6(5) 6-1   | Елизавета Хабарова Гузаль Ясупова           |
| 20 апреля   | Гвадалахара, Мексика $15,000 — Хард Турнир 2015             | Марсела Сакариас 4-6 6-4 7-5                       | Виктория Родригес                           |
| 20 апреля   | Гвадалахара, Мексика $15,000 — Хард Турнир 2015             | Лаура Пигосси Марсела Сакариас 6-1 6-2             | Мария Фернанда Алвес Рената Сарасуа         |
| 20 апреля   | Дакар, Сенегал $15,000 — Хард Турнир 2015                   | Кинни Лесне 6-3 0-6 6-4                            | Клотильда де Бернарди                       |
| 20 апреля   | Дакар, Сенегал $15,000 — Хард Турнир 2015                   | Аминат Кушхова Маргарита Лазарева 6-3 6-2          | Конни Перрен Екатерина Яшина                |
| 20 апреля   | Каир, Египет $15,000 — Грунт Турнир 2015                    | Катажина Кава 7-5 6-1                              | Аманда Каррерас                             |
| 20 апреля   | Каир, Египет $15,000 — Грунт Турнир 2015                    | Барбара Хаас Сандра Самир 0-6 6-4 [10-7]           | Амандин Эсс Марин Парто                     |
| 20 апреля   | Пула, Италия $25,000 — Грунт Турнир 2015                    | Анна Шефер 6-4 6-3                                 | Ализе Лим                                   |
| 20 апреля   | Пула, Италия $25,000 — Грунт Турнир 2015                    | Ирина Мария Бара Михаэла Бузарнеску 6-3 2-6 [10-4] | Коринна Дентони Клаудиа Джовине             |
| 20 апреля   | Шэньчжэнь, Китай $25,000 — Хард Турнир 2015                 | Се Шувэй 6-2 6-2                                   | Ян Чжаосюань                                |
| 20 апреля   | Шэньчжэнь, Китай $25,000 — Хард Турнир 2015                 | Ноппаван Летчивакан Лу Цзяцзин 6-4 7-5             | Хан На Рэ Чан Су Джон                       |
| 20 апреля   | Hardee’s Pro Classic Дотан, США $50,000 — Грунт Турнир 2015 | Луиза Чирико 7-6(1) 3-6 7-6(1)                     | Катерина Стюарт                             |
| 20 апреля   | Hardee’s Pro Classic Дотан, США $50,000 — Грунт Турнир 2015 | Йоханна Конта Мария Санчес 6-3 6-4                 | Паула Кристина Гонсалвес Петра Крейсова     |
| 20 апреля   | Стамбул, Турция $50,000 — Хард Турнир 2015                  | Шахар Пеер 1-6 7-6(4) 7-5                          | Кристина Плишкова                           |
| 20 апреля   | Стамбул, Турция $50,000 — Хард Турнир 2015                  | Людмила Киченок Надежда Киченок 6-4 6-3            | Валентина Ивахненко Полина Монова           |

## Неделя 17
| Дата начала | Турнир                                                                               | Чемпионки (Счёт финала)                                  | Финалистки                                 |
| ----------- | ------------------------------------------------------------------------------------ | -------------------------------------------------------- | ------------------------------------------ |
| 27 апреля   | Анталья, Турция $10,000 — Хард Турнир 2015                                           | Николета Даскэлу 6-4 6-4                                 | Камила Фуэнтес                             |
| 27 апреля   | Анталья, Турция $10,000 — Хард Турнир 2015                                           | Николета Даскэлу Андрея Гитеску 6-3 6-1                  | Камила Фуэнтес Муге Топсел                 |
| 27 апреля   | Вилья-дель-Дике, Аргентина $10,000 — Грунт Турнир 2015                               | Фернанда Брито 7-5 6-3                                   | Гваделупа Перес Рохас                      |
| 27 апреля   | Вилья-дель-Дике, Аргентина $10,000 — Грунт Турнир 2015                               | Фернанда Брито Камила Джангреко Кампис 6-3 6-7(4) [10-6] | Ана Виктория Гобби Монильяу Констанса Вега |
| 27 апреля   | Ираклион, Греция $10,000 — Хард Турнир 2015                                          | Фатма Аль-Набхани 7-5 6-3                                | Таисия Мордергер                           |
| 27 апреля   | Ираклион, Греция $10,000 — Хард Турнир 2015                                          | Фатма Аль-Набхани Кристина Санчес-Кинтанар 6-4 6-1       | Ёсими Кавасаки Даяна Негряну               |
| 27 апреля   | Шарм-эш-Шейх, Египет $10,000 — Хард Турнир 2015                                      | Нурия Паррисас-Диас 6-2 6-4                              | Анастасия Гримальская                      |
| 27 апреля   | Шарм-эш-Шейх, Египет $10,000 — Хард Турнир 2015                                      | Юлия Брызгалова Алина Михеева 6-3 6-1                    | Джада Клеричи Анастасия Гримальская        |
| 27 апреля   | Шымкент, Казахстан $10,000 — Грунт Турнир 2015                                       | Валерия Уржумова 6-1 6-3                                 | Алёна Тарасова                             |
| 27 апреля   | Шымкент, Казахстан $10,000 — Грунт Турнир 2015                                       | Альбина Хабибулина Полина Меренкова 6-3 6-1              | Влада Екшибарова Дарья Лодикова            |
| 27 апреля   | Висбаден, Германия $25,000 — Грунт Турнир 2015                                       | Анастасия Севастова 6-1 6-3                              | Тереза Мартинцова                          |
| 27 апреля   | Висбаден, Германия $25,000 — Грунт Турнир 2015                                       | Каролина Даниэльс Виктория Голубич 6-4 4-6 [10-6]        | Синди Бургер Вероника Капшай               |
| 27 апреля   | Наньнин, Китай $25,000 — Хард Турнир 2015                                            | Се Шувэй 6-2 6-3                                         | Чан Су Джон                                |
| 27 апреля   | Наньнин, Китай $25,000 — Хард Турнир 2015                                            | Лю Чан Лу Цзяцзин 1-6 6-1 [10-8]                         | Ян Чжаосюань Е Цююй                        |
| 27 апреля   | Пула, Италия $25,000 — Грунт Турнир 2015                                             | Элизе Мертенс 7-6(6) 6-4                                 | Ивонн Кавалье Реймерс                      |
| 27 апреля   | Пула, Италия $25,000 — Грунт Турнир 2015                                             | Настя Колар Деспина Папамихаил 6-1 1-6 [10-8]            | Диана Бузян Аличе Маттеуччи                |
| 27 апреля   | Boyd Tinsley Women's Clay Court Classic Шарлотсвилл, США $50,000 — Грунт Турнир 2015 | Элли Кик 7-5 6-7(3) 7-5                                  | Катерина Стюарт                            |
| 27 апреля   | Boyd Tinsley Women's Clay Court Classic Шарлотсвилл, США $50,000 — Грунт Турнир 2015 | Франсуаза Абанда Мария Санчес 6-1 6-3                    | Ольга Янчук Ирина Хромачёва                |
| 27 апреля   | Kangaroo Cup Гифу, Япония $75,000 — Хард Турнир 2015                                 | Чжэн Сайсай 3-6 7-5 6-4                                  | Наоми Осака                                |
| 27 апреля   | Kangaroo Cup Гифу, Япония $75,000 — Хард Турнир 2015                                 | Ван Яфань Сюй Ифань 6-2 6-3                              | Ан-Софи Местах Эмили Уэбли-Смит            |

## Неделя 18
| Дата начала | Турнир                                                                                             | Чемпионки (Счёт финала)                             | Финалистки                            |
| ----------- | -------------------------------------------------------------------------------------------------- | --------------------------------------------------- | ------------------------------------- |
| 4 мая       | Анталья, Турция $10,000 — Хард Турнир 2015                                                         | Виктория Кужмова 6-3 7-6(5)                         | Алёна Сотникова                       |
| 4 мая       | Анталья, Турция $10,000 — Хард Турнир 2015                                                         | Анита Гусарич Алёна Сотникова 6-1 6-2               | Николета Даскэлу Камилла Розателло    |
| 4 мая       | Ашкелон, Израиль $10,000 — Хард Турнир 2015                                                        | Сарай Стеренбах 6-1 6-4                             | Дениз Хазанюк                         |
| 4 мая       | Ашкелон, Израиль $10,000 — Хард Турнир 2015                                                        | Мариам Болквадзе Наоми Тотка 6-0 6-2                | Лора Дейджман Хелен Схольсен          |
| 4 мая       | Бол, Хорватия $10,000 — Грунт Турнир 2015                                                          | Тена Лукас 6-2 6-3                                  | Тамара Зиданшек                       |
| 4 мая       | Бол, Хорватия $10,000 — Грунт Турнир 2015                                                          | Лина Джёрческа Тена Лукас 6-0 6-3                   | Александра Перпер Анастасия Вдовенко  |
| 4 мая       | Бостад, Швеция $10,000 — Грунт Турнир 2015                                                         | Лаура Шедер 5-7 6-0 6-2                             | Кайса Риналдо-Перссон                 |
| 4 мая       | Бостад, Швеция $10,000 — Грунт Турнир 2015                                                         | Корнелия Листер Юлиана Лисарасо 7-5 5-7 [10-8]      | Каролина Даниэльс Лаура Шедер         |
| 4 мая       | Вилья-Мария, Аргентина $10,000 — Грунт Турнир 2015                                                 | Фернанда Брито 6-3 4-6 7-6(2)                       | Хульета Лара Эстабле                  |
| 4 мая       | Вилья-Мария, Аргентина $10,000 — Грунт Турнир 2015                                                 | Анна Виктория Гобби Монльяу Констанса Вега 6-2 6-3  | Натали Курата Эдуарда Пиай            |
| 4 мая       | Митилини, Греция $10,000 — Хард Турнир 2015                                                        | Юлия Стаматова 7-6(4) 1-6 7-6(4)                    | Ксения Гайдаржи                       |
| 4 мая       | Митилини, Греция $10,000 — Хард Турнир 2015                                                        | Валентини Грамматикопулу Розали ван дер Хук 6-4 6-3 | Ёсими Кавасаки Даяна Негряну          |
| 4 мая       | Пула, Италия $10,000 — Грунт Турнир 2015                                                           | Бьянка Турати 2-6 6-4 7-5                           | Алёна Большова-Задойнов               |
| 4 мая       | Пула, Италия $10,000 — Грунт Турнир 2015                                                           | Алёна Большова-Задойнов Присцилла Хон 6-0 6-3       | Кристина Буча Ева Герреро Альварес    |
| 4 мая       | Пущиково, Польша $10,000 — Хард Турнир 2015                                                        | София Квацабая 6-1 6-1                              | Наталья Седлиская                     |
| 4 мая       | Пущиково, Польша $10,000 — Хард Турнир 2015                                                        | Маргарита Лазарева Катарина Ленерт 6-3 6-3          | Мария-Фернанда Алвес Зузана Злохова   |
| 4 мая       | Шарм-эш-Шейх, Египет $10,000 — Хард Турнир 2015                                                    | Надя Гилчрист 4-6 7-5 6-3                           | Нурия Паррисас-Диас                   |
| 4 мая       | Шарм-эш-Шейх, Египет $10,000 — Хард Турнир 2015                                                    | Бритт Гейкенс Дхуртхи Татачар Венугопал 6-2 7-6(7)  | Ола Абу Зекри Анастасия Харченко      |
| 4 мая       | Сьюдад-Обрегон, Мексика $15,000 — Хард Турнир 2015                                                 | Марсела Сакариас 6-4 5-7 2-1 — отказ                | Воислава Лукич                        |
| 4 мая       | Сьюдад-Обрегон, Мексика $15,000 — Хард Турнир 2015                                                 | Виктория Родригес Марсела Сакариас 6-3 6-1          | Ана София Санчес Франческа Сегарелли  |
| 4 мая       | Revolution Technologies Pro Tennis Classic Индиан-Харбор-Бич, США $50,000 — Грунт Турнир 2015      | Катерина Стюарт 6-4 3-6 6-3                         | Луиза Чирико                          |
| 4 мая       | Revolution Technologies Pro Tennis Classic Индиан-Харбор-Бич, США $50,000 — Грунт Турнир 2015      | Мария Санчес Тейлор Таунсенд 6-0 6-1                | Ангелина Габуева Александра Стивенсон |
| 4 мая       | Тунис, Тунис $50,000 — Грунт Турнир 2015                                                           | Мария Иригойен 6-2 7-5                              | Сидни Бюргер                          |
| 4 мая       | Тунис, Тунис $50,000 — Грунт Турнир 2015                                                           | Мария Иригойен Паула Каня 6-1 6-3                   | Жюли Куэн Стефани Форетц              |
| 4 мая       | Кубок Фукуоки Фукуока, Япония $50,000 — Трава Турнир 2015                                          | Кристина Плишкова 7-5 6-4                           | Нао Хибино                            |
| 4 мая       | Кубок Фукуоки Фукуока, Япония $50,000 — Трава Турнир 2015                                          | Наоми Броуди Кристина Плишкова 6-3 6-4              | Эри Ходзуми Дзюнри Намигата           |
| 4 мая       | China International Challenger Аньнин, Китай $75,000 — Грунт Турнир 2015                           | Чжэн Сайсай 6-4 3-6 6-4                             | Хань Синьюнь                          |
| 4 мая       | China International Challenger Аньнин, Китай $75,000 — Грунт Турнир 2015                           | Сюй Ифань Чжэн Сайсай 7-5 6-2                       | Ян Чжаосюань Е Цююй                   |
| 4 мая       | Open GDF Suez de Cagnes-sur-Mer Alpes-Maritimes Кань-сюр-Мер, Франция $100,000 — Грунт Турнир 2015 | Карина Виттхёфт 7-5 6-1                             | Татьяна Мария                         |
| 4 мая       | Open GDF Suez de Cagnes-sur-Mer Alpes-Maritimes Кань-сюр-Мер, Франция $100,000 — Грунт Турнир 2015 | Йоханна Конта Лора Торп 1-6 6-4 [10-5]              | Джоселин Рэй Анна Смит                |
| 4 мая       | Empire Slovak Open Трнава, Словакия $100,000 — Грунт Турнир 2015                                   | Данка Ковинич 7-5 6-3                               | Маргарита Гаспарян                    |
| 4 мая       | Empire Slovak Open Трнава, Словакия $100,000 — Грунт Турнир 2015                                   | Юлия Бейгельзимер Маргарита Гаспарян 6-3 6-2        | Александра Крунич Петра Мартич        |

## Неделя 19
| Дата начала | Турнир                                                                             | Чемпионки (Счёт финала)                             | Финалистки                           |
| ----------- | ---------------------------------------------------------------------------------- | --------------------------------------------------- | ------------------------------------ |
| 11 мая      | Акко, Израиль $10,000 — Хард Турнир 2015                                           | Дениз Хазанюк 6-1 6-3                               | Офри Ланкри                          |
| 11 мая      | Акко, Израиль $10,000 — Хард Турнир 2015                                           | Хелен Схольсен Садафмо Толибова 6-1 6-1             | Влада Екшибарова Дарья Лодикова      |
| 11 мая      | Анталья, Турция $10,000 — Хард Турнир 2015                                         | Ксения Палкина 4-6 7-6(6) 6-2                       | Мелис Сезер                          |
| 11 мая      | Анталья, Турция $10,000 — Хард Турнир 2015                                         | Рио Китагава Алина Вессель 6-2 6-1                  | Цзянь Бэйжу Аки Ямасото              |
| 11 мая      | Бол, Хорватия $10,000 — Грунт Турнир 2015                                          | Анастасия Комардина 6-3 6-3                         | Лина Джёрческая                      |
| 11 мая      | Бол, Хорватия $10,000 — Грунт Турнир 2015                                          | Анастасия Комардина Зузана Лукнарова 6-2 0-6 [10-7] | Пиа Цук Тамара Зиданшек              |
| 11 мая      | Бостад, Швеция $10,000 — Грунт Турнир 2015                                         | Кайса Риналдо-Перссон 6-4 7-6(1)                    | Валерия Проспери                     |
| 11 мая      | Бостад, Швеция $10,000 — Грунт Турнир 2015                                         | Корнелия Листер Мелани Стокке 5-7 6-3 [10-8]        | Вероника Корнинг Майя Орнберг        |
| 11 мая      | Зелёна-Гура, Польша $10,000 — Грунт Турнир 2015                                    | Маркета Вондроушова 6-3 6-3                         | Натела Дзаламидзе                    |
| 11 мая      | Зелёна-Гура, Польша $10,000 — Грунт Турнир 2015                                    | Мириам Колодзиёва Маркета Вондроушова 6-2 6-2       | Натела Дзаламидзе Маргарита Лазарева |
| 11 мая      | Турнир Кончиты Мартинес Монсон, Испания $10,000 — Хард Турнир 2015                 | Хеорхина Гарсия-Перес 6-4 6-2                       | Кристина Санчес-Кинтанар             |
| 11 мая      | Турнир Кончиты Мартинес Монсон, Испания $10,000 — Хард Турнир 2015                 | Хеорхина Гарсия-Перес Ольга Паррес-Аскойтиа 6-4 6-2 | Башак Эрайдын Франческа Стефенсон    |
| 11 мая      | Насик, Индия $10,000 — Грунт Турнир 2015                                           | Сюй Цзинвэнь 6-4 4-6 7-6(5)                         | Сри Вайшнави Педди Редди             |
| 11 мая      | Насик, Индия $10,000 — Грунт Турнир 2015                                           | Совяня Бависети Ришика Сункара 7-6(5) 6-2           | Рия Бхатя Карман Каур Тханди         |
| 11 мая      | Пула, Италия $10,000 — Грунт Турнир 2015                                           | Мартина Тревизан 6-3 3-6 6-1                        | Ульрикке Эйкери                      |
| 11 мая      | Пула, Италия $10,000 — Грунт Турнир 2015                                           | Беатриче Ломбардо Карла Тули 6-3 6-0                | Марчелла Кукка Верена Мелисс         |
| 11 мая      | Шарм-эш-Шейх, Египет $10,000 — Хард Турнир 2015                                    | Юлия Терзийская 6-4 6-0                             | Надя Гилкрист                        |
| 11 мая      | Шарм-эш-Шейх, Египет $10,000 — Хард Турнир 2015                                    | Елена-Теодора Кадар Анастасия Харченко 6-2 6-3      | Ола Абу Зекри Юлия Терзийская        |
| 11 мая      | Ла-Марса, Тунис $25,000 — Грунт Турнир 2015                                        | Ромина Опранди 6-3 6-3                              | Анастасия Севастова                  |
| 11 мая      | Ла-Марса, Тунис $25,000 — Грунт Турнир 2015                                        | Пемра Озген Ипек Сойлу 3-6 6-3 [10-4]               | София Шапатава Анастасия Васильева   |
| 11 мая      | Роли, США $25,000 — Грунт Турнир 2015                                              | Джулия Босеруп 6-3 6-2                              | Саманта Кроуфорд                     |
| 11 мая      | Роли, США $25,000 — Грунт Турнир 2015                                              | Джан Абаза Юстина Егёлка 7-6(4) 4-6 [10-7]          | Жаклин Како Салли Пирс               |
| 11 мая      | Kurume Best Amenity Cup Куруме, Япония $50,000 — Трава Турнир 2015                 | Нао Хибино 6-3 6-1                                  | Эри Ходзуми                          |
| 11 мая      | Kurume Best Amenity Cup Куруме, Япония $50,000 — Трава Турнир 2015                 | Макото Ниномия Рико Саваянаги 7-6(10) 6-3           | Эри Ходзуми Дзюнри Намигата          |
| 11 мая      | Open Saint-Gaudens Midi Pyrénées Сен-Годенс, Франция $50,000+H — Грунт Турнир 2015 | Мария-Тереса Торро-Флор 6-1 6-0                     | Яна Чепелова                         |
| 11 мая      | Open Saint-Gaudens Midi Pyrénées Сен-Годенс, Франция $50,000+H — Грунт Турнир 2015 | Мариана Дуке-Мариньо Юлия Глушко 1-6 7-6(5) [10-4]  | Беатрис Хаддад Майя Николь Мелихар   |

## Неделя 20
| Дата начала | Турнир                                           | Чемпионки (Счёт финала)                                   | Финалистки                                   |
| ----------- | ------------------------------------------------ | --------------------------------------------------------- | -------------------------------------------- |
| 18 мая      | Анталья, Турция $10,000 — Хард Турнир 2015       | Мария-Фернанда Альварес-Теран 6-3 6-4                     | Анна Броган                                  |
| 18 мая      | Анталья, Турция $10,000 — Хард Турнир 2015       | Айла Аксу Мелис Сезер 7-5 6-2                             | Марияриени Гутьеррес Мария Мартинес Мартинес |
| 18 мая      | Бангкок, Таиланд $10,000 — Хард Турнир 2015      | Нича Летпитаксинчай 7-6(4) 6-2                            | Пеангтарн Плипыч                             |
| 18 мая      | Бангкок, Таиланд $10,000 — Хард Турнир 2015      | Николь Колли Дион Младин 6-4 6-3                          | Тамачан Момконтход Плобрунг Плипыч           |
| 18 мая      | Бол, Хорватия $10,000 — Грунт Турнир 2015        | Анастасия Комардина 6-3 1-6 6-3                           | Лина Джёрческа                               |
| 18 мая      | Бол, Хорватия $10,000 — Грунт Турнир 2015        | Лина Джёрческа Кристина Шаховец 4-6 6-2 [10-2]            | Карин Кеннель Ива Приморац                   |
| 18 мая      | Бхопал, Индия $10,000 — Хард Турнир 2015         | Шармада Балу 6-2 6-3                                      | Совяня Бависетти                             |
| 18 мая      | Бхопал, Индия $10,000 — Хард Турнир 2015         | Шехаведи Редди Дхрути Татачар Венугопал 0-6 7-6(1) [10-3] | Шармада Балу Сюй Цзинвэнь                    |
| 18 мая      | Веленье, Словения $10,000 — Грунт Турнир 2015    | Стефания Рубини 4-6 7-5 6-2                               | Ева Загорац                                  |
| 18 мая      | Веленье, Словения $10,000 — Грунт Турнир 2015    | Нина Поточник Наталья Шипек 4-6 6-3 [10-4]                | Анна Клазен Ивонн Нойвирт                    |
| 18 мая      | Нетания, Израиль $10,000 — Хард Турнир 2015      | Дениз Хазанюк 6-4 6-1                                     | Офри Ланкри                                  |
| 18 мая      | Нетания, Израиль $10,000 — Хард Турнир 2015      | Офри Ланкри Алёна Пушкаревски 6-3 6-3                     | Влада Екшибарова Дениз Хазанюк               |
| 18 мая      | Сибиу, Румыния $10,000 — Грунт Турнир 2015       | Анна Бондарь 6-1 4-6 6-1                                  | Мэдэлина Гожня                               |
| 18 мая      | Сибиу, Румыния $10,000 — Грунт Турнир 2015       | Анна Бондарь Ана Бьянка Михаила 6-4 6-4                   | Михаэла Гиока Юлиана Оанте                   |
| 18 мая      | Таракан, Индонезия $10,000 — Хард(i) Турнир 2015 | Ли Бэйцзи 6-0 6-1                                         | Рифанти Канфиани                             |
| 18 мая      | Таракан, Индонезия $10,000 — Хард(i) Турнир 2015 | Ли Бэйцзи Хироно Ватанабе 5-7 6-1 [10-6]                  | Ашмита Исварамурти Юй Юаньи                  |
| 18 мая      | Шарм-эш-Шейх, Египет $10,000 — Хард Турнир 2015  | Юлия Терзийская 4-1 — отказ                               | Наоми Кавадей                                |
| 18 мая      | Шарм-эш-Шейх, Египет $10,000 — Хард Турнир 2015  | Елена-Теодора Кадар Бритт Гёкенс 7-6(5) 1-0 — отказ       | Наоми Кавадей Франческа Стефенсон            |
| 18 мая      | Щавно-Здруй, Польша $10,000 — Грунт Турнир 2015  | Мартина Борецкая 1-0 — отказ                              | Йесика Малечкова                             |
| 18 мая      | Щавно-Здруй, Польша $10,000 — Грунт Турнир 2015  | Мартина Борецкая Йесика Малечкова 6-1 2-6 [10-5]          | Вероника Коларова Петра Роганова             |
| 18 мая      | Казерта, Италия $25,000 — Грунт Турнир 2015      | Дарья Касаткина 7-6(4) 6-1                                | Ипек Сойлу                                   |
| 18 мая      | Казерта, Италия $25,000 — Грунт Турнир 2015      | Екатерина Горгодзе София Шапатава 6-0 7-6(6)              | Аличе Маттеуччи Ипек Сойлу                   |
| 18 мая      | Каруидзава, Япония $25,000 — Трава Турнир 2015   | Мию Като 7-6(5) 5-7 6-1                                   | Макото Ниномия                               |
| 18 мая      | Каруидзава, Япония $25,000 — Трава Турнир 2015   | Рика Фудзивара Мию Като 6-2 6-0                           | Мана Аюкава Макото Ниномия                   |
| 18 мая      | Сеул, Южная Корея $50,000 — Хард Турнир 2015     | Рико Саваянаги 6-4 6-4                                    | Чан Су Джон                                  |
| 18 мая      | Сеул, Южная Корея $50,000 — Хард Турнир 2015     | Чжань Цзиньвэй Ли Ясюань 6-2 6-1                          | Хон Сын Йеон Кхан Со Кюн                     |
| 18 мая      | Ухань, Китай $50,000 — Хард Турнир 2015          | Чжан Юйсюань 6-4 6-0                                      | Лю Чан                                       |
| 18 мая      | Ухань, Китай $50,000 — Хард Турнир 2015          | Чжан Кайчжэнь Хань Синьюнь 6-0 6-3                        | Лю Чан Лу Цзяцзин                            |

## Неделя 21
| Дата начала | Турнир                                           | Чемпионки (Счёт финала)                           | Финалистки                                    |
| ----------- | ------------------------------------------------ | ------------------------------------------------- | --------------------------------------------- |
| 25 мая      | Анталья, Турция $10,000 — Хард Турнир 2015       | Ирина Мария Бара 6-7(2) 6-1 6-0                   | Мария-Фернанда Альварес-Теран                 |
| 25 мая      | Анталья, Турция $10,000 — Хард Турнир 2015       | Франческа Палмиджано Карла Тули 6-4 6-0           | Ирина Мария Бара Теа Фабер                    |
| 25 мая      | Бангкок, Таиланд $10,000 — Хард Турнир 2015      | Буняви Тхамчайват 6-7(4) 6-3 — отказ              | Нунгнадда Ваннасук                            |
| 25 мая      | Бангкок, Таиланд $10,000 — Хард Турнир 2015      | Сюй Цзинвэнь Нунгнадда Ваннасук 4-6 7-6(4) [10-3] | Камонван Буаям Ким Дабин                      |
| 25 мая      | Бол, Хорватия $10,000 — Грунт Турнир 2015        | Тена Лукас 6-4 4-6 6-3                            | Нина Алибалич                                 |
| 25 мая      | Бол, Хорватия $10,000 — Грунт Турнир 2015        | Тена Лукас Ива Приморац 4-6 6-1 [10-7]            | Мария-Фернанда Алвес Айлен Креспо Асконсобаль |
| 25 мая      | Галац, Румыния $10,000 — Грунт Турнир 2015       | Фанни Штоллар 2-6 6-4 7-5                         | Джорджа Андрея Крачун                         |
| 25 мая      | Галац, Румыния $10,000 — Грунт Турнир 2015       | Даниэла Чобану Александра Перпер 6-2 3-6 [12-10]  | Шарлотта Клазен Анна-Джулия Ремондина         |
| 25 мая      | Шарм-эш-Шейх, Египет $10,000 — Хард Турнир 2015  | Жаклин Кабай Авад 4-6 6-1 6-3                     | Аличе Маттеуччи                               |
| 25 мая      | Шарм-эш-Шейх, Египет $10,000 — Хард Турнир 2015  | Аличе Маттеуччи Деспина Папамихаил 6-3 6-4        | Елена-Теодора Кадар Элени Кордолами           |
| 25 мая      | Баликпапан, Индонезия $25,000 — Хард Турнир 2015 | Лу Цзяцзин 6-4 6-4                                | Мию Като                                      |
| 25 мая      | Баликпапан, Индонезия $25,000 — Хард Турнир 2015 | Хэрриет Дарт Прартхана Тхомбаре 6-4 4-6 [18-16]   | Нича Летпитаксинчай Нуднида Луангнам          |
| 25 мая      | Градо, Италия $25,000 — Грунт Турнир 2015        | Катажина Питер 6-3 6-0                            | Кристина Шмидлова                             |
| 25 мая      | Градо, Италия $25,000 — Грунт Турнир 2015        | Виктория Голубич Беатрис Хаддад Майя 6-3 6-2      | Шэрон Фичмен Катажина Питер                   |
| 25 мая      | Марибор, Словения $25,000 — Грунт Турнир 2015    | Мария Саккари 3-6 6-2 6-2                         | Ребекка Петерсон                              |
| 25 мая      | Марибор, Словения $25,000 — Грунт Турнир 2015    | Екатерина Горгодзе Настя Колар 6-2 6-4            | Петра Крейсова Катерина Ванькова              |
| 25 мая      | Москва, Россия $25,000 — Грунт Турнир 2015       | Полина Виноградова 6-7(7) 6-3 6-1                 | Каролина Даниэльс                             |
| 25 мая      | Москва, Россия $25,000 — Грунт Турнир 2015       | Каролина Даниэльс Алёна Сотникова 6-2 7-6(10)     | Ольга Янчук Дарья Касаткина                   |
| 25 мая      | Чханвон, Южная Корея $25,000 — Хард Турнир 2015  | Кристи Ан 6-3 3-2 — отказ                         | Ли Йе Ра                                      |
| 25 мая      | Чханвон, Южная Корея $25,000 — Хард Турнир 2015  | Хан На Рэ Ю Ми 6-3 6-1                            | Мана Аюкава Макото Ниномия                    |
| 25 мая      | Сюйчжоу, Китай $50,000 — Хард Турнир 2015        | Луксика Кумкхум 1-6 7-5 6-1                       | Чжан Кайчжэнь                                 |
| 25 мая      | Сюйчжоу, Китай $50,000 — Хард Турнир 2015        | Чжан Кайчжэнь Хань Синьюнь 6-3 6-2                | Цао Сыци Минцзюнь Чжоу                        |

## Неделя 22
| Дата начала | Турнир                                                                   | Чемпионки (Счёт финала)                                         | Финалистки                              |
| ----------- | ------------------------------------------------------------------------ | --------------------------------------------------------------- | --------------------------------------- |
| 1 июня      | Адана, Турция $10,000 — Хард Турнир 2015                                 | Айла Аксу 3-6 6-3 7-6(3)                                        | Карла Тули                              |
| 1 июня      | Адана, Турция $10,000 — Хард Турнир 2015                                 | Айла Аксу Мелис Сезер 6-1 6-3                                   | Джемре Анил Василиса Апонасенко         |
| 1 июня      | Бангкок, Таиланд $10,000 — Хард Турнир 2015                              | Камонван Буаям 6-4 6-3                                          | Николь Колли                            |
| 1 июня      | Бангкок, Таиланд $10,000 — Хард Турнир 2015                              | Фатма Аль-Набхани Нунгнадда Ваннасук 6-3 7-5                    | Камонван Буаям Ким Дабин                |
| 1 июня      | Бетани-Бич, США $10,000 — Грунт Турнир 2015                              | Соня Молнар 6-1 7-5                                             | Алекса Грэм                             |
| 1 июня      | Бетани-Бич, США $10,000 — Грунт Турнир 2015                              | Софи Чанг Энди Даниэлл 6-4 6-1                                  | Эллен Перес Белинда Вулкок              |
| 1 июня      | Бол, Хорватия $10,000 — Грунт Турнир 2015                                | Ива Мековец 6-3 6-2                                             | Анна Цая                                |
| 1 июня      | Бол, Хорватия $10,000 — Грунт Турнир 2015                                | Ребека Штолмар Сабина Славикович 7-6(5) 6-0                     | Деа Херджелаш Барбара Котелешова        |
| 1 июня      | Галац, Румыния $10,000 — Грунт Турнир 2015                               | Диана Бузян 6-3 4-6 6-3                                         | Ирина Мария Бара                        |
| 1 июня      | Галац, Румыния $10,000 — Грунт Турнир 2015                               | Оана Джорджета Симьон Габриэла Талабэ 4-6 7-5 [10-8]            | Даниэла Чобану Камелия-Елена Христя     |
| 1 июня      | Казань, Россия $10,000 — Хард Турнир 2015                                | Дарья Миронова 5-7 6-0 7-6(5)                                   | Анастасия Фролова                       |
| 1 июня      | Казань, Россия $10,000 — Хард Турнир 2015                                | Анастасия Фролова Яна Сизикова 6-2 6-3                          | Аида Калимуллина Екатерина Яшина        |
| 1 июня      | Мадрид, Испания $10,000 — Грунт Турнир 2015                              | Ольга Саес Ларра 6-4 6-0                                        | Эстрелья Кабеса Кандела                 |
| 1 июня      | Мадрид, Испания $10,000 — Грунт Турнир 2015                              | Эстрелья Кабеса Кандела Кристина Санчес-Кинтанар 4-6 6-4 [10-7] | Сильвия Гарсия Хименес Ольга Саес Ларра |
| 1 июня      | Мансанильо, Мексика $10,000 — Хард Турнир 2015                           | Гильяна Ольмос 4-6 7-6(5) 6-0                                   | Фернанда Брито                          |
| 1 июня      | Мансанильо, Мексика $10,000 — Хард Турнир 2015                           | Каролина Бетанкур Стеффи Карутерс 6-3 6-3                       | Торнадо Алисия Блэк Даша Иванова        |
| 1 июня      | Рамат-Ган, Израиль $10,000 — Хард Турнир 2015                            | Лу Брюло 6-3 2-6 7-6(6)                                         | Дениз Хазанюк                           |
| 1 июня      | Рамат-Ган, Израиль $10,000 — Хард Турнир 2015                            | Валерия Патюк Керен Шломо 6-4 6-2                               | Офри Ланкри Алёна Пушкаревски           |
| 1 июня      | Токио, Япония $10,000 — Хард Турнир 2015                                 | Риса Усидзима 6-3 6-4                                           | Воислава Лукич                          |
| 1 июня      | Токио, Япония $10,000 — Хард Турнир 2015                                 | Канаэ Хисами Котоми Такахата 6-4 6-4                            | Юки Кристина Чьянг Нодзоми Фудзиока     |
| 1 июня      | Шарм-эш-Шейх, Египет $10,000 — Хард Турнир 2015                          | Ола Абу Зекри 6-1 1-6 6-3                                       | Жаклин Кабай Авад                       |
| 1 июня      | Шарм-эш-Шейх, Египет $10,000 — Хард Турнир 2015                          | Аличе Маттеуччи Деспина Папамихаил 6-1 6-3                      | Грейс Диксон Элла Лейво                 |
| 1 июня      | Андижан, Узбекистан $25,000 — Хард Турнир 2015                           | Барбора Штефкова 7-5 6-3                                        | Вероника Кудерметова                    |
| 1 июня      | Андижан, Узбекистан $25,000 — Хард Турнир 2015                           | Нигина Абдураимова Хироко Кувата 4-6 7-6(5) [11-9]              | Вероника Кудерметова Ксения Лыкина      |
| 1 июня      | Брешиа, Италия $50,000 — Грунт Турнир 2015                               | Штефани Фогт 7-6(3) 6-4                                         | Андреа Гамис                            |
| 1 июня      | Брешиа, Италия $50,000 — Грунт Турнир 2015                               | Лаура Зигемунд Рената Ворачова 6-2 6-1                          | Мария Иригойен Штефани Фогт             |
| 1 июня      | Истборн, Великобритания $50,000 — Трава Турнир 2015                      | Анетт Контавейт 7-6(4) 7-6(2)                                   | Алла Кудрявцева                         |
| 1 июня      | Истборн, Великобритания $50,000 — Трава Турнир 2015                      | Шелби Роджерс Коко Вандевеге 7-5 7-6(1)                         | Джоселин Рэй Анна Смит                  |
| 1 июня      | Открытый чемпионат Марселя Марсель, Франция $100,000 — Грунт Турнир 2015 | Моника Никулеску 6-2 7-5                                        | Полин Пармантье                         |
| 1 июня      | Открытый чемпионат Марселя Марсель, Франция $100,000 — Грунт Турнир 2015 | Татьяна Буа Лора Торп 6-3 3-6 [10-6]                            | Николь Мелихар Марина Заневская         |

## Неделя 23
| Дата начала | Турнир                                                                | Чемпионки (Счёт финала)                               | Финалистки                                   |
| ----------- | --------------------------------------------------------------------- | ----------------------------------------------------- | -------------------------------------------- |
| 8 июня      | Адана, Турция $10,000 — Грунт Турнир 2015                             | Лиза Сабино 6-2 6-1                                   | Ленка Винерова                               |
| 8 июня      | Адана, Турция $10,000 — Грунт Турнир 2015                             | Айла Аксу Мелис Сезер 6-7(5) 6-4 [10-3]               | Эмма Флуд Анетта Мунозова                    |
| 8 июня      | Антананариву, Мадагаскар $10,000 — Грунт Турнир 2015                  | Лилла Барзо 7-5 6-2                                   | Джида Даниэль                                |
| 8 июня      | Антананариву, Мадагаскар $10,000 — Грунт Турнир 2015                  | Сандра Андриамаросоа Зара Разафимахатратра 6-3 6-2    | Мадри ле Ру Линик Терон                      |
| 8 июня      | Аньнин, Китай $10,000 — Грунт Турнир 2015                             | Гао Синьюй 6-0 6-4                                    | Чжао Ди                                      |
| 8 июня      | Аньнин, Китай $10,000 — Грунт Турнир 2015                             | Совяня Бависетти Чжу Айвэнь 7-6(8) 0-6 [10-7]         | Гай Ао Шэн Юйги                              |
| 8 июня      | Баня-Лука, Босния и Герцеговина $10,000 — Грунт Турнир 2015           | Тамара Зиданшек 6-4 2-6 7-5                           | Марина Качар                                 |
| 8 июня      | Баня-Лука, Босния и Герцеговина $10,000 — Грунт Турнир 2015           | Анита Гусарич Летисия Сарразан 6-2 6-0                | Николина Йович Ясмина Тинич                  |
| 8 июня      | Бол, Хорватия $10,000 — Грунт Турнир 2015                             | Габриэла Пантучкова 6-3 6-2                           | Салли Пирс                                   |
| 8 июня      | Бол, Хорватия $10,000 — Грунт Турнир 2015                             | Агнеш Букта Евгения Пашкова Без игры                  | Лив Гёртс Яннеке Виккеринк                   |
| 8 июня      | Мадрид, Испания $10,000 — Грунт Турнир 2015                           | Алёна Большова-Задойнов 7-5 3-6 6-4                   | Лусия Сервера-Васкес                         |
| 8 июня      | Мадрид, Испания $10,000 — Грунт Турнир 2015                           | Элин Буйкенс Стеффи Дистельманс 6-3 7-6(4)            | Алёна Большова-Задойнов Лусия Сервера-Васкес |
| 8 июня      | Мансанильо, Мексика $10,000 — Хард Турнир 2015                        | Гильяна Ольмос 6-1 6-2                                | Гая Санези                                   |
| 8 июня      | Мансанильо, Мексика $10,000 — Хард Турнир 2015                        | Камила Фуэнтес Франческа Сегарелли 2-6 6-4 [10-5]     | Констанса Горчес Гильяна Ольмос              |
| 8 июня      | Рамат-Ган, Израиль $10,000 — Хард Турнир 2015                         | Дениз Хазанюк 7-5 6-0                                 | Офри Ланкри                                  |
| 8 июня      | Рамат-Ган, Израиль $10,000 — Хард Турнир 2015                         | Офри Ланкри Алёна Пушкаревски 6-3 6-4                 | Валерия Патюк Керен Шломо                    |
| 8 июня      | Шарлотт, США $10,000 — Грунт Турнир 2015                              | Кэролайн Прайс 6-2 3-6 6-3                            | Лорен Херринг                                |
| 8 июня      | Шарлотт, США $10,000 — Грунт Турнир 2015                              | Мария-Фернанда Алвес Рената Сарасуа 6-4 6-7(6) [10-8] | Лорен Херринг Эллен Перес                    |
| 8 июня      | Шарм-эш-Шейх, Египет $10,000 — Хард Турнир 2015                       | Аличе Маттеуччи 6-4 6-2                               | Сара Томич                                   |
| 8 июня      | Шарм-эш-Шейх, Египет $10,000 — Хард Турнир 2015                       | Ольга Паррес Аскойтиа Прартхана Тхомбаре 6-4 6-2      | Дженни Клаффи Инес Мурта                     |
| 8 июня      | Галац, Румыния $25,000 — Грунт Турнир 2015                            | Александра Каданцу 6-4 6-7(2) 6-3                     | Кристина Дину                                |
| 8 июня      | Галац, Румыния $25,000 — Грунт Турнир 2015                            | Кристина Дину Лина Джёрческа 6-4 6-2                  | Ирина Мария Бара Диана Бузян                 |
| 8 июня      | Касива, Япония $25,000 — Хард Турнир 2015                             | Эрика Сэма 6-4 6-4                                    | Рико Саваянаги                               |
| 8 июня      | Касива, Япония $25,000 — Хард Турнир 2015                             | Мию Като Акико Омаэ 6-2 5-7 [10-8]                    | Мана Аюкава Макото Ниномия                   |
| 8 июня      | Коян, Южная Корея $25,000 — Хард Турнир 2015                          | Ли Со Ра 6-4 3-6 6-4                                  | Риса Одзаки                                  |
| 8 июня      | Коян, Южная Корея $25,000 — Хард Турнир 2015                          | Хан На Рэ Ю Ми 6-1 7-5                                | Лю Чан Лу Цзяцзин                            |
| 8 июня      | Минск, Беларусь $25,000 — Грунт Турнир 2015                           | Дарья Касаткина 4-3 — отказ                           | Анна Познихиренко                            |
| 8 июня      | Минск, Беларусь $25,000 — Грунт Турнир 2015                           | Валентина Ивахненко Полина Монова 4-6 6-0 [12-10]     | Ольга Янчук Дарья Касаткина                  |
| 8 июня      | Наманган, Узбекистан $25,000 — Хард Турнир 2015                       | Нигина Абдураимова 7-6(3) 6-2                         | Анастасия Комардина                          |
| 8 июня      | Наманган, Узбекистан $25,000 — Хард Турнир 2015                       | Анастасия Комардина Юлия Терзийская 7-6(2) 7-5        | Вероника Кудерметова Ксения Лыкина           |
| 8 июня      | Падуя, Италия $25,000 — Грунт Турнир 2015                             | Паула Ормаэчеа 6-3 6-4                                | Река-Луца Яни                                |
| 8 июня      | Падуя, Италия $25,000 — Грунт Турнир 2015                             | Мария Иригойен Барбора Крейчикова 6-4 6-2             | Река-Луца Яни Паула Ормаэчеа                 |
| 8 июня      | Эссен, Германия $25,000 — Грунт Турнир 2015                           | Полин Пармантье 3-6 7-6(4) 6-3                        | Виктория Голубич                             |
| 8 июня      | Эссен, Германия $25,000 — Грунт Турнир 2015                           | Никола Гойер Виктория Голубич 6-3 6-3                 | Каролина Даниэльс Антония Лоттнер            |
| 8 июня      | Трофей Сербитона Сербитон, Великобритания $50,000 — Трава Турнир 2015 | Виталия Дьяченко 7-6(5) 6-0                           | Наоми Осака                                  |
| 8 июня      | Трофей Сербитона Сербитон, Великобритания $50,000 — Трава Турнир 2015 | Людмила Киченок Ксения Кнолль 7-6(6) 6-3              | Тара Мур Никола Слейтер                      |

## Неделя 24
| Дата начала | Турнир                                                                                          | Чемпионки (Счёт финала)                                    | Финалистки                               |
| ----------- | ----------------------------------------------------------------------------------------------- | ---------------------------------------------------------- | ---------------------------------------- |
| 15 июня     | Алкмар, Нидерланды $10,000 — Грунт Турнир 2015                                                  | Элин Буйкенс 3-6 6-4 6-3                                   | Диана Сумова                             |
| 15 июня     | Алкмар, Нидерланды $10,000 — Грунт Турнир 2015                                                  | Салли Пирс Сандра Заневская 6-3 6-4                        | Анна Клазен Шарлотта Клазен              |
| 15 июня     | Аньнин, Китай $10,000 — Грунт Турнир 2015                                                       | Ю Сяоди 7-5 6-3                                            | Совяня Бависетти                         |
| 15 июня     | Аньнин, Китай $10,000 — Грунт Турнир 2015                                                       | Гао Синьюй Чжан Ин 6-4 6-2                                 | Ли Ихун Тан Цяньхуэй                     |
| 15 июня     | Виктория, Канада $10,000 — Хард(i) Турнир 2015                                                  | Гейл Бродски 3-6 6-2 7-6(3)                                | Наоми Тотка                              |
| 15 июня     | Виктория, Канада $10,000 — Хард(i) Турнир 2015                                                  | Рози Йохансон Даниэлла Силва 6-3 6-2                       | Джоанна Мэри Смит Кристина Смит          |
| 15 июня     | Гранд-Бе, Маврикий $10,000 — Хард Турнир 2015                                                   | Мария Боузкова 6-3 6-4                                     | Лу Брюло                                 |
| 15 июня     | Гранд-Бе, Маврикий $10,000 — Хард Турнир 2015                                                   | Мария Боузкова Розали ван дер Хук 6-3 7-5                  | Илзе Хаттинг Мадри ле Ру                 |
| 15 июня     | Мансанильо, Мексика $10,000 — Хард Турнир 2015                                                  | Даниэла Сегель 3-6 6-4 6-4                                 | Насари Урбина                            |
| 15 июня     | Мансанильо, Мексика $10,000 — Хард Турнир 2015                                                  | Зоуи Гвен Скандалис Рената Сарасуа 6-1 6-2                 | Барбара Гатика Стефани Мариэль Петит     |
| 15 июня     | Ниш, Сербия $10,000 — Грунт Турнир 2015                                                         | Милана Шпремо 6-2 6-4                                      | Шанталь Шкамлова                         |
| 15 июня     | Ниш, Сербия $10,000 — Грунт Турнир 2015                                                         | Айлен Креспо Асконсабаль Ана Виктория Гобби Монляу 6-1 6-2 | Марина Колб Надежда Колб                 |
| 15 июня     | Тарсус, Турция $10,000 — Грунт Турнир 2015                                                      | Лина Джёрческа 6-2 6-4                                     | Ленка Винерова                           |
| 15 июня     | Тарсус, Турция $10,000 — Грунт Турнир 2015                                                      | Лина Джёрческа Мелис Сезер 6-3 6-1                         | Нора Нидмерс Алина Вессель               |
| 15 июня     | Телави, Грузия $10,000 — Грунт Турнир 2015                                                      | Катарина Завацкая 6-1 7-5                                  | Жюли Разафиндранали                      |
| 15 июня     | Телави, Грузия $10,000 — Грунт Турнир 2015                                                      | Мариам Болквадзе Тинатин Кавлашвили 6-4 7-5                | Марианна Натали Сэйра Симидзу            |
| 15 июня     | Шарм-эш-Шейх, Египет $10,000 — Хард Турнир 2015                                                 | Сара Томич 6-4 6-1                                         | Ева Ваканно                              |
| 15 июня     | Шарм-эш-Шейх, Египет $10,000 — Хард Турнир 2015                                                 | Ришика Сункара Ева Ваканно 6-1 6-1                         | Ольга Паррес Аскойтиа Прартхана Тхомбаре |
| 15 июня     | Пршеров, Чехия $15,000 — Грунт Турнир 2015                                                      | Маркета Вондроушова 6-1 6-4                                | Екатерина Александрова                   |
| 15 июня     | Пршеров, Чехия $15,000 — Грунт Турнир 2015                                                      | Мириам Колодзиёва Маркета Вондроушова 6-4 6-1              | Мартина Борецкая Йесика Малечкова        |
| 15 июня     | Инчхон, Южная Корея $25,000 — Хард Турнир 2015                                                  | Риса Одзаки 5-7 7-6(4) 6-3                                 | Лю Чан                                   |
| 15 июня     | Инчхон, Южная Корея $25,000 — Хард Турнир 2015                                                  | Мию Като Котоми Такахата 4-6 6-3 [10-7]                    | Чхве Джи Хи Ким На Ри                    |
| 15 июня     | Истад, Швеция $25,000 — Грунт Турнир 2015                                                       | Ребекка Петерсон 6-2 6-1                                   | Матильда Юханссон                        |
| 15 июня     | Истад, Швеция $25,000 — Грунт Турнир 2015                                                       | Ксения Кнолль Корнелия Листер 7-5 7-6(5)                   | Конни Перрен Шанель Симмондс             |
| 15 июня     | Минск, Беларусь $25,000 — Грунт Турнир 2015                                                     | Дарья Касаткина 6-1 6-1                                    | Ирина Шиманович                          |
| 15 июня     | Минск, Беларусь $25,000 — Грунт Турнир 2015                                                     | Валентина Ивахненко Ирина Хромачёва 6-3 6-0                | Пемра Озген Анастасия Васильева          |
| 15 июня     | Самтер, США $25,000 — Хард Турнир 2015                                                          | Маё Хиби 6-4 3-6 6-4                                       | Лорен Эмбри                              |
| 15 июня     | Самтер, США $25,000 — Хард Турнир 2015                                                          | Александра Мюллер Эшли Вейнхольд 5-7 7-5 [10-6]            | Жаклин Како Даниэлла Лао                 |
| 15 июня     | Фергана, Узбекистан $25,000 — Хард Турнир 2015                                                  | Анастасия Комардина 6-2 1-6 6-4                            | Сабина Шарипова                          |
| 15 июня     | Фергана, Узбекистан $25,000 — Хард Турнир 2015                                                  | Шармада Балу Тадея Маерич 7-5 6-3                          | Влада Екшибарова Наташа Палха            |
| 15 июня     | Илкли, Великобритания $50,000 — Трава Турнир 2015                                               | Анна-Лена Фридзам 5-7 6-3 6-1                              | Магда Линетт                             |
| 15 июня     | Илкли, Великобритания $50,000 — Трава Турнир 2015                                               | Ралука Олару Сюй Ифань 6-3 6-4                             | Ан-Софи Местах Деми Схюрс                |
| 15 июня     | Open Montpellier Méditerranée Métropole Hérault Монпелье, Франция $50,000+H — Грунт Турнир 2015 | Лурдес Домингес Лино 6-4 6-3                               | Сильвия Солер-Эспиноса                   |
| 15 июня     | Open Montpellier Méditerranée Métropole Hérault Монпелье, Франция $50,000+H — Грунт Турнир 2015 | Мария Иригойен Барбора Крейчикова 6-4 6-2                  | Лаура Зигемунд Рената Ворачова           |

## Неделя 25
| Дата начала | Турнир                                             | Чемпионки (Счёт финала)                                  | Финалистки                                    |
| ----------- | -------------------------------------------------- | -------------------------------------------------------- | --------------------------------------------- |
| 22 июня     | Аньнин, Китай $10,000 — Грунт Турнир 2015          | Гао Синьюй 6-4 1-6 6-4                                   | Гай Ао                                        |
| 22 июня     | Аньнин, Китай $10,000 — Грунт Турнир 2015          | Чэнь Цзяхуэй Синь Юань 6-0 6-4                           | Гай Ао Шэн Юйги                               |
| 22 июня     | Балыкесир, Турция $10,000 — Хард Турнир 2015       | Башак Эрайдын 6-3 5-7 6-3                                | Мелис Сезер                                   |
| 22 июня     | Балыкесир, Турция $10,000 — Хард Турнир 2015       | Айла Аксу Мелис Сезер 6-3 6-2                            | Кристина Адамеску Джемре Аниль                |
| 22 июня     | Гаосюн, Тайвань $10,000 — Хард Турнир 2015         | Ли Ясюань 6-4 2-6 6-3                                    | Сюй Цзинвэнь                                  |
| 22 июня     | Гаосюн, Тайвань $10,000 — Хард Турнир 2015         | Ли Бэйцзи Хироно Ватанабэ 6-3 7-5                        | Ли Ясюань Бай Яюнь                            |
| 22 июня     | Гранд-Бе, Маврикий $10,000 — Хард Турнир 2015      | Мария Боузкова 7-5 6-2                                   | Джида Даниэль                                 |
| 22 июня     | Гранд-Бе, Маврикий $10,000 — Хард Турнир 2015      | Илзе Хаттинг Мадри ле Ру 6-2 6-4                         | Снехаведи Редди Дхрутхи Татачар Венугопал     |
| 22 июня     | Кантаньеди, Португалия $10,000 — Ковёр Турнир 2015 | Кристиана Феррандо 6-4 7-6(6)                            | Келли Верстег                                 |
| 22 июня     | Кантаньеди, Португалия $10,000 — Ковёр Турнир 2015 | Келли Верстег Эрика Вогелсанг 7-5 6-2                    | Мария Мартинес Мартинес Ольга Паррес Аскойтиа |
| 22 июня     | Кванджу, Южная Корея $10,000 — Хард Турнир 2015    | Ли Со Ра 6-1 6-2                                         | Хон Сын Йеон                                  |
| 22 июня     | Кванджу, Южная Корея $10,000 — Хард Турнир 2015    | Чхве Джихи Ким На Ри 6-1 1-6 [10-5]                      | Хон Сын Йеон Ким Чу Ын                        |
| 22 июня     | Мансанильо, Мексика $10,000 — Хард Турнир 2015     | Гильяна Ольмос 5-7 6-2 7-5                               | Насари Урбина                                 |
| 22 июня     | Мансанильо, Мексика $10,000 — Хард Турнир 2015     | Камила Фуэнтес Зоуи Гвен Скандалис 6-3 5-7 [12-10]       | Каролина Бетанкур Даниэла Сегель              |
| 22 июня     | Прокупле, Сербия $10,000 — Хард Турнир 2015        | Александра Нанкэрроу 6-1 7-5                             | Милана Шпремо                                 |
| 22 июня     | Прокупле, Сербия $10,000 — Хард Турнир 2015        | Лина Джёрческа Александра Нанкэрроу 6-2 6-2              | Доминика Патерова Вендула Зовинцова           |
| 22 июня     | Рим, Италия $10,000 — Грунт Турнир 2015            | Лиза Сабино 1-6 6-3 6-3                                  | Анна-Джулия Ремондина                         |
| 22 июня     | Рим, Италия $10,000 — Грунт Турнир 2015            | Мартина ди Джузеппе Анна-Джулия Ремондина 4-6 6-2 [10-3] | Джулия Карбанаро Федерика Спаццакампанья      |
| 22 июня     | Телави, Грузия $10,000 — Грунт Турнир 2015         | Тамара Зиданшек 6-4 6-1                                  | Садафмо Толибова                              |
| 22 июня     | Телави, Грузия $10,000 — Грунт Турнир 2015         | Ребека Штолмар Сабина Славикович 6-2 6-2                 | Федерика Арчидьяконо Мартина Спигарелли       |
| 22 июня     | Шарм-эш-Шейх, Египет $10,000 — Хард Турнир 2015    | Нурия Паррисас-Диас 6-1 6-3                              | Сандра Самир                                  |
| 22 июня     | Шарм-эш-Шейх, Египет $10,000 — Хард Турнир 2015    | Прартхана Тхомбаре Ева Ваканно 6-4 7-6(5)                | Ола Абу Зекри Элени Кордолаими                |
| 22 июня     | Бреда, Нидерланды $15,000 — Грунт Турнир 2015      | Йесика Малечкова 6-3 5-7 7-5                             | Сандра Заневская                              |
| 22 июня     | Бреда, Нидерланды $15,000 — Грунт Турнир 2015      | Светлана Пироженко Алёна Сотникова 6-3 6-1               | Барбара Хаас Пиа Кёниг                        |
| 22 июня     | Батон-Руж, США $25,000 — Хард Турнир 2015          | Даниэлла Лао 7-5 6-3                                     | Брук Остин                                    |
| 22 июня     | Батон-Руж, США $25,000 — Хард Турнир 2015          | Саманта Кроуфорд Эмили Харман 7-6(4) 6-1                 | Сторм Сандерс Шанель Симмондс                 |
| 22 июня     | Ленцерхайде, Швейцария $25,000 — Грунт Турнир 2015 | Тереза Мартинцова 6-3 6-4                                | Настя Колар                                   |
| 22 июня     | Ленцерхайде, Швейцария $25,000 — Грунт Турнир 2015 | Ивонн Кавалье Реймерс Карин Кеннель Без игры             | Ксения Кнолль Антония Лоттнер                 |
| 22 июня     | Москва, Россия $25,000 — Грунт Турнир 2015         | Ирина Хромачёва 6-2 6-2                                  | Валентина Ивахненко                           |
| 22 июня     | Москва, Россия $25,000 — Грунт Турнир 2015         | Ирина Хромачёва Полина Лейкина 7-5 7-5                   | Алёна Фомина Анастасия Васильева              |
| 22 июня     | Перигё, Франция $25,000 — Грунт Турнир 2015        | Матильда Юханссон 6-4 6-2                                | Хлоэ Паке                                     |
| 22 июня     | Перигё, Франция $25,000 — Грунт Турнир 2015        | Габриэла Се Флоренсия Молинеро 6-3 6-2                   | Виктория Родригес Марсела Сакариас            |
| 22 июня     | Хельсингборг, Швеция $25,000 — Грунт Турнир 2015   | София Арвидссон 6-7(4) 6-1 6-2                           | Малин Улвефельдт                              |
| 22 июня     | Хельсингборг, Швеция $25,000 — Грунт Турнир 2015   | Пемра Озген Бернарда Пера 6-2 6-0                        | Екатерина Горгодзе Корнелия Листер            |

## Неделя 26
| Дата начала | Турнир                                                  | Чемпионки (Счёт финала) | Финалистки |
| ----------- | ------------------------------------------------------- | ----------------------- | ---------- |
| 29 июня     | Амаранти, Португалия $10,000 — Хард Турнир 2015         |                         |            |
| 29 июня     | Амаранти, Португалия $10,000 — Хард Турнир 2015         |                         |            |
| 29 июня     | Брюссель, Бельгия $10,000 — Грунт Турнир 2015           |                         |            |
| 29 июня     |                                                         |                         |            |
| 29 июня     | Ла-Посесьон, Бельгия $10,000 — Грунт Турнир 2015        |                         |            |
| 29 июня     |                                                         |                         |            |
| 29 июня     | Прокупле, Сербия $10,000 — Грунт Турнир 2015            |                         |            |
| 29 июня     |                                                         |                         |            |
| 29 июня     | Сакарья, Турция $10,000 — Хард Турнир 2015              |                         |            |
| 29 июня     |                                                         |                         |            |
| 29 июня     | Телави, Грузия $10,000 — Грунт Турнир 2015              |                         |            |
| 29 июня     |                                                         |                         |            |
| 29 июня     | Шарм-эш-Шейх, Египет $10,000 — Хард Турнир 2015         |                         |            |
| 29 июня     |                                                         |                         |            |
| 29 июня     | Мидделбург, Нидерланды $15,000 — Грунт Турнир 2015      |                         |            |
| 29 июня     |                                                         |                         |            |
| 29 июня     | Денен, Франция $25,000 — Грунт Турнир 2015              |                         |            |
| 29 июня     |                                                         |                         |            |
| 29 июня     | Торунь, Польша $25,000 — Грунт Турнир 2015              |                         |            |
| 29 июня     |                                                         |                         |            |
| 29 июня     | Файхинген-на-Энце, Германия $25,000 — Грунт Турнир 2015 |                         |            |
| 29 июня     |                                                         |                         |            |
| 29 июня     | Эль-Пасо, США $25,000 — Хард Турнир 2015                |                         |            |
| 29 июня     |                                                         |                         |            |